# Église Sainte-Marie à Campitelli
 (avril 2025).
L'église Sainte-Marie à Campitelli (en italien : chiesa Santa Maria in Campitelli ou chiesa Santa Maria in Portico) est située dans le rione de Sant'Angelo sur la Piazza di Campitelli à Rome. Elle est confiée aux clercs réguliers de la Mère de Dieu, dont la maison généralice jouxte l'église et est le siège de la diaconie cardinalice de Santa Maria in Portico.

## Histoire
Le nom de l'église provient de l'icône de la Vierge Marie de 25 cm de hauteur datée du XIe siècle par le style et la dendrochronologie. Celle-ci était auparavant hébergée dans l'ancien Oratoire de Santa Gala maintenant démoli, situé à l’extrémité de la place près du Porticus Octaviae (donnant à l'église et à l'icône son nom de Madonna del Portico).
Le 4 août 1601, le pape Clément VIII a confié l'église et les bâtiments adjacents à Jean Leonardi et aux clercs réguliers de la Mère de Dieu, ordre qui avait été fondé à Lucques dans l'église Santa Maria della Rosa (it), le 1er septembre 1574. 
Lors de la peste de 1656, on attribua à l'icône de la Vierge Marie, menée en procession dans les rues, le sauvetage de la ville. À la suite de cet événement, le pape Alexandre VII confia à l'architecte Carlo Rainaldi la construction de l'église actuelle, édifiée entre 1659 et 1667 dans le style baroque.  
Santa Maria in Portico est une église cardinalice ; son cardinal depuis 2006 est Andrea Cordero Lanza di Montezemolo.

## Description
L'église actuelle a une façade en travertin avec de grandes colonnes, ce qui lui donne de fortes lignes verticales. Le dessin original comprenait des statues qui n'ont cependant jamais été exécutées.

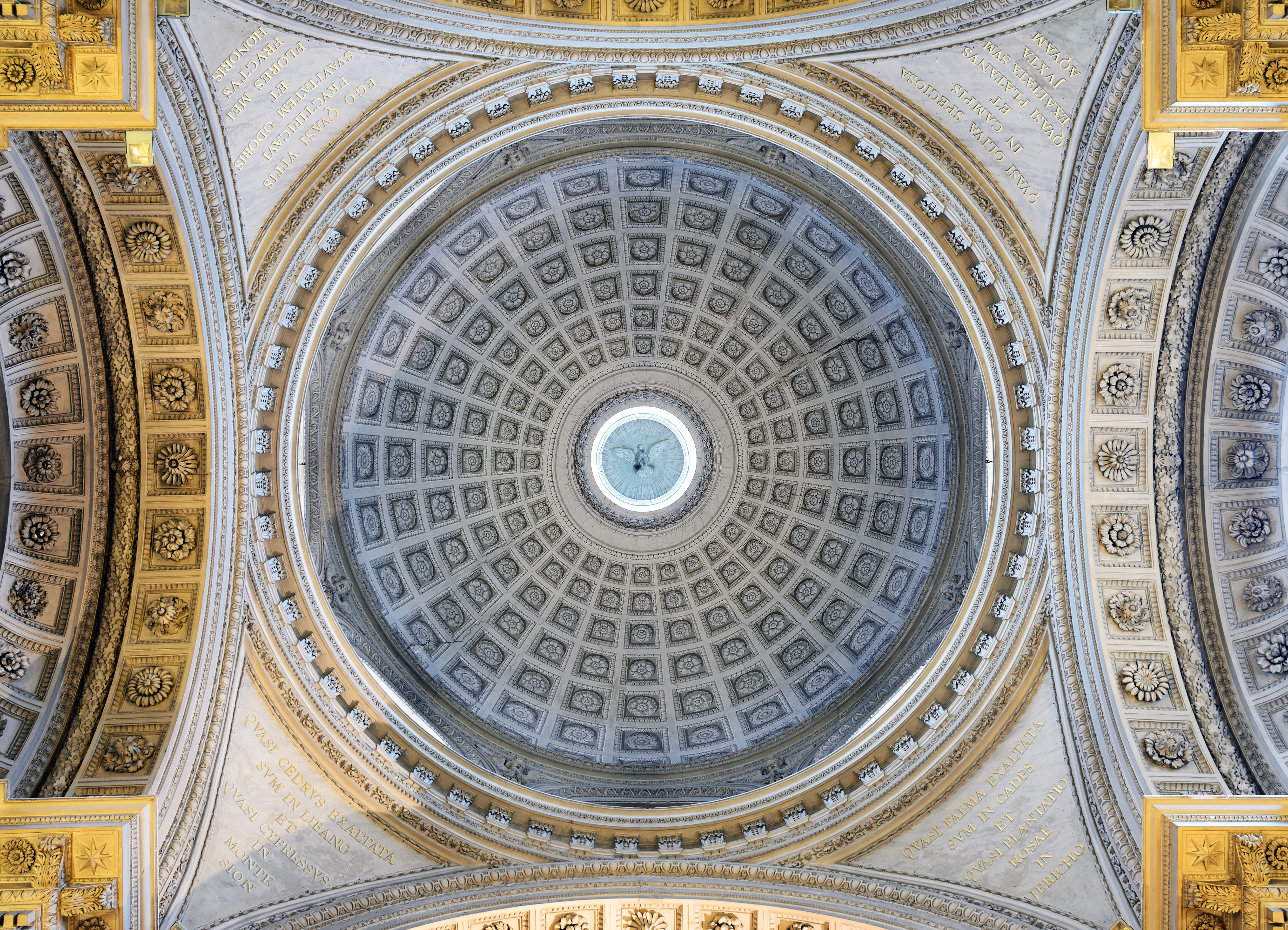
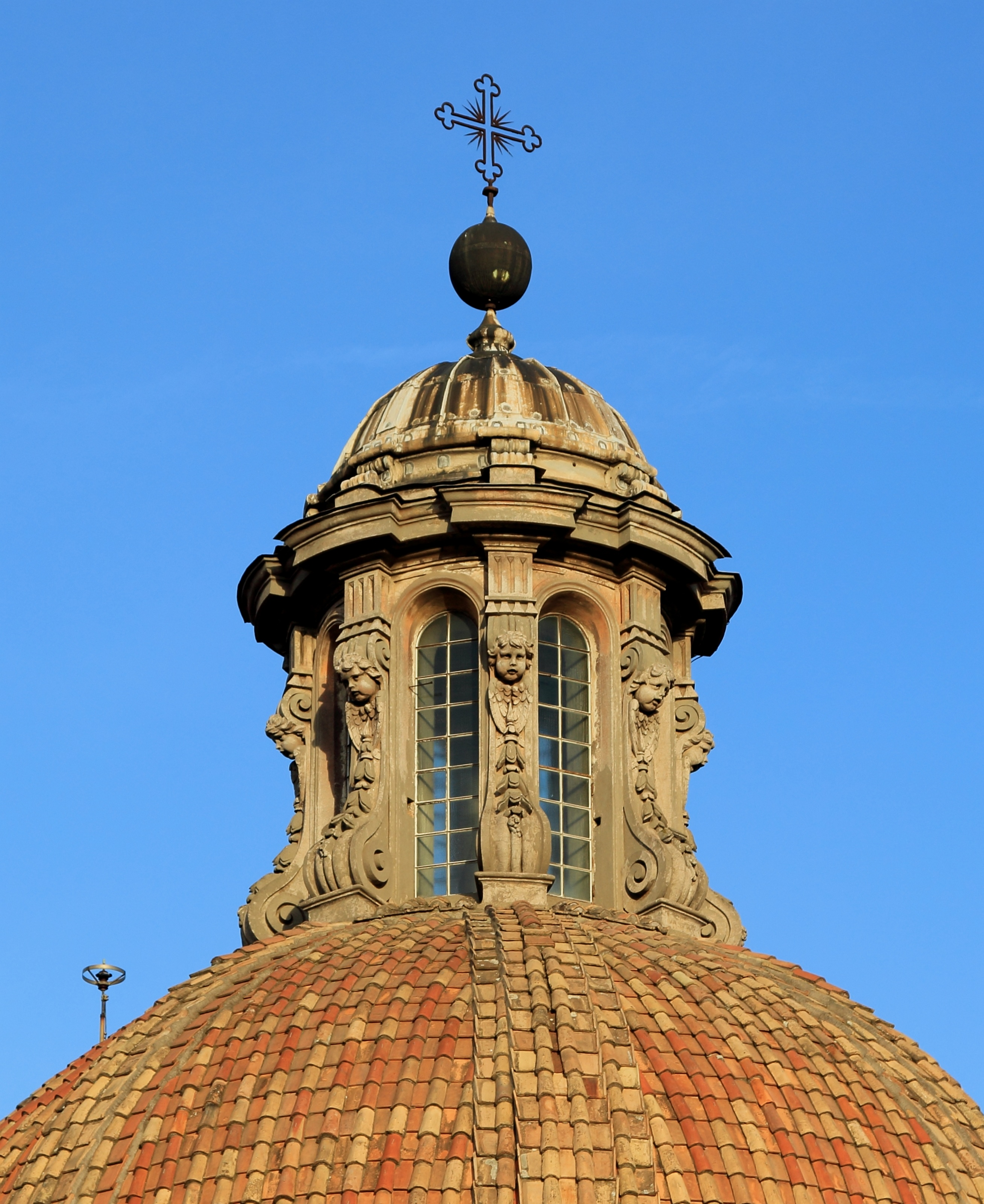
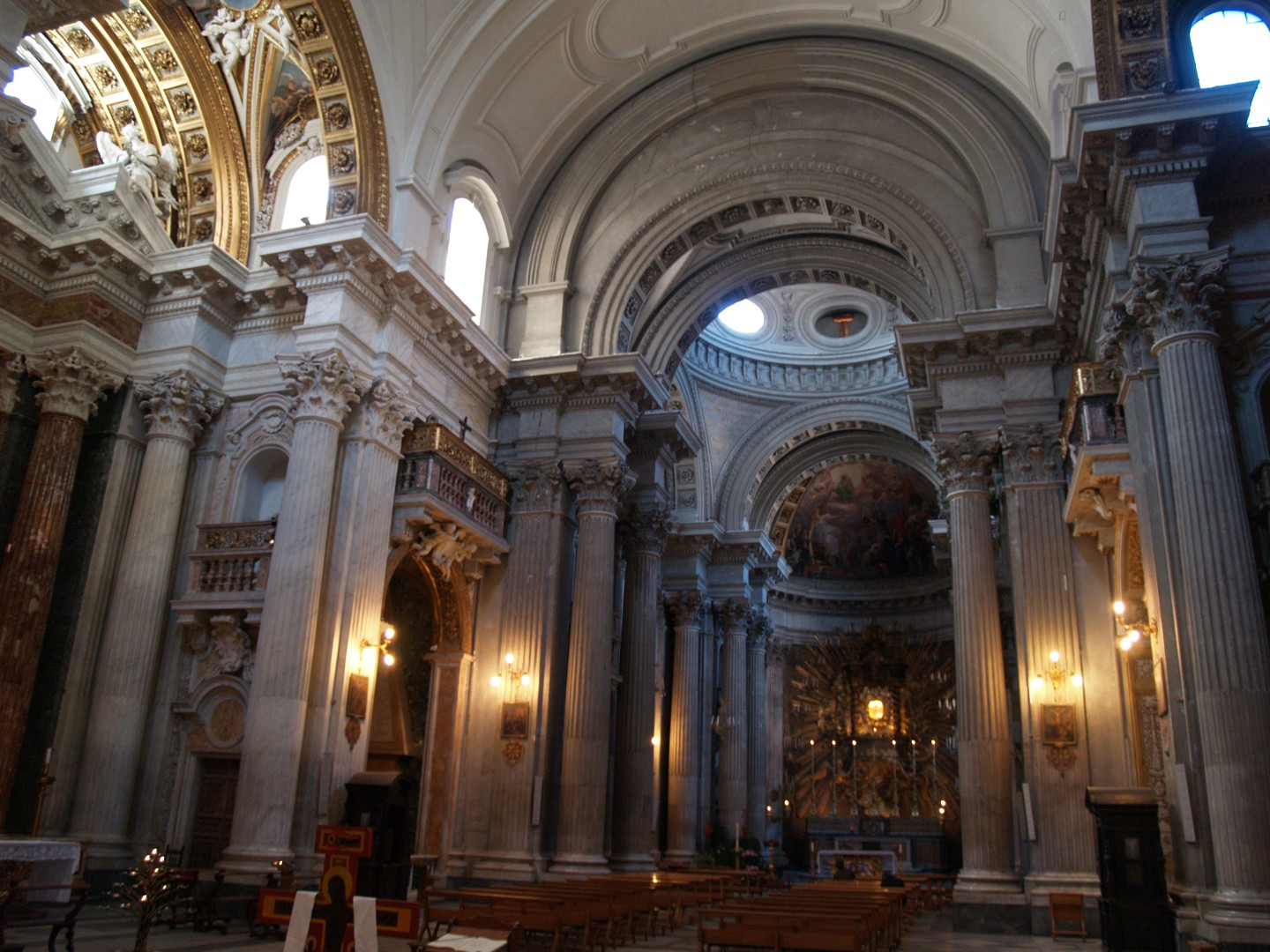
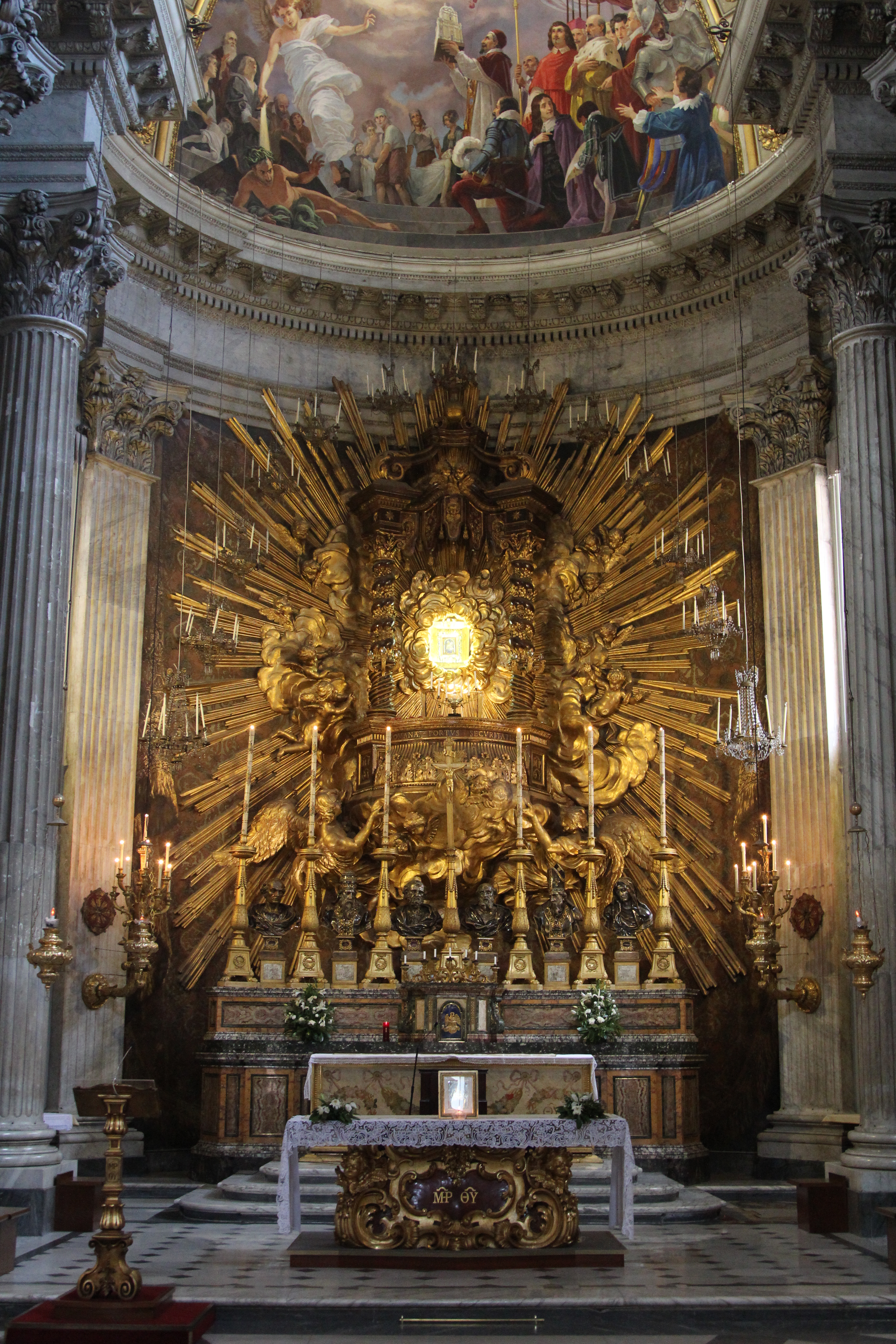
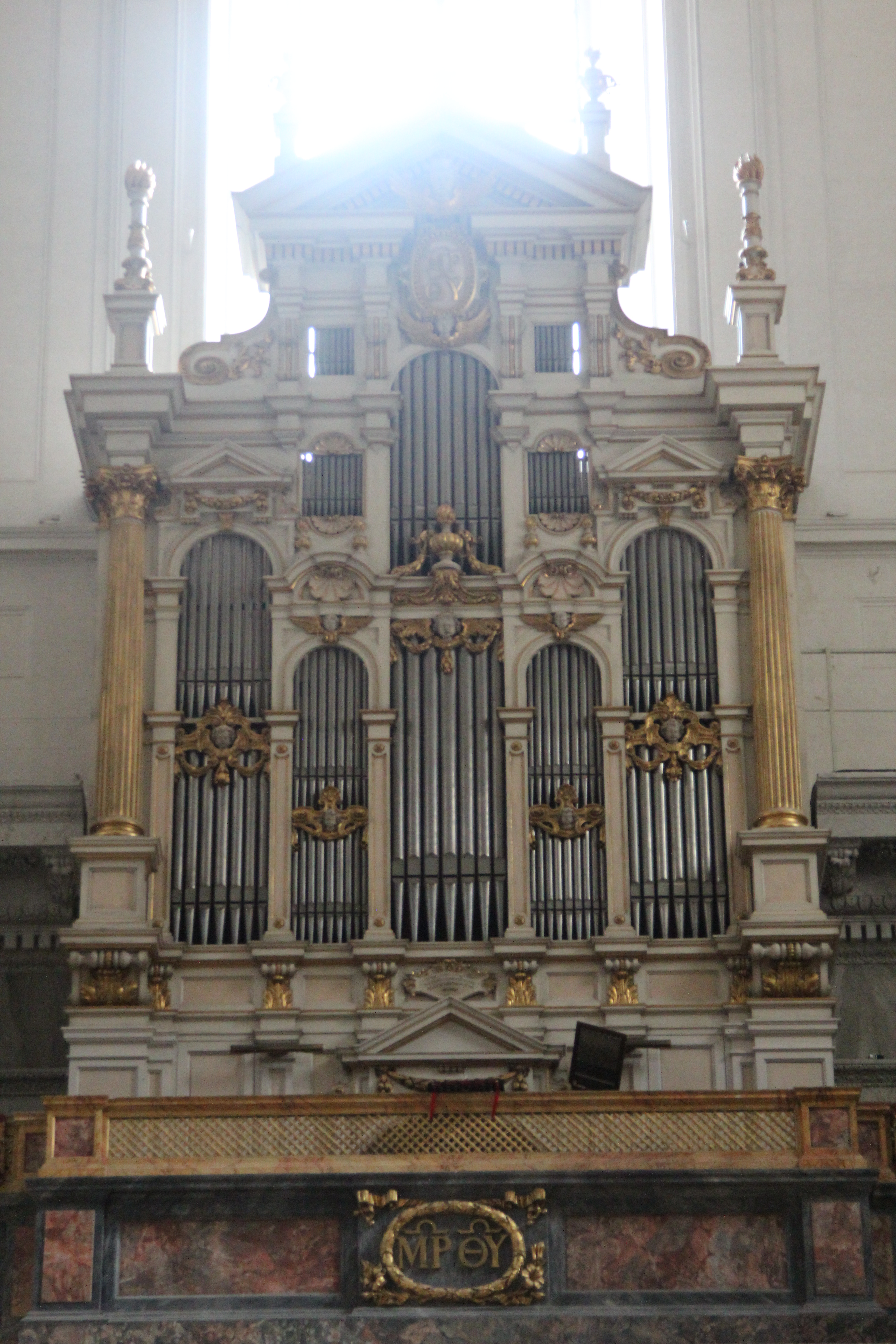